# Javier de Burgos
Francisco Javier de Burgos y del Olmo (Motril, Granada, 22 de octubre de 1778-Madrid, 22 de enero de 1848) fue un político afrancesado español.

## Orígenes
Nació en la localidad granadina de Motril el 22 de octubre de 1778. De familia noble y acomodada, aunque no acaudalada, estaba destinado a servir a la Iglesia, pero abandonó pronto los estudios religiosos en Granada, trasladándose a Madrid para dedicarse a estudiar jurisprudencia. Con la invasión napoleónica pasó a su servicio ocupando distintos cargos. 
Dada su condición de afrancesado, en 1812 se trasladó a París donde completó su formación mediante el estudio de los clásicos, centrándose en Horacio, cuyas obras tradujo al castellano. Dicha traducción fue comentada a su vez por Andrés Bello en un celebrado artículo. Bello califica a Javier de Burgos de «débil traductor y excelente comentarista de Horacio».[cita requerida] Años más tarde, en 1844 publicó una revisión de esta obra que con sus imperfecciones sigue siendo un referente, entre otras cosas por la utilización de la estrofa sáfica en versos sueltos. Destacó tempranamente como comediógrafo y una pieza suya en el género, Los tres iguales, fue la causa del destierro del actor Isidoro Máiquez.

## Carrera política
Regresó a Madrid en 1819 y en 1822 fue nombrado director de El Imparcial, periódico alrededor del cual se reunieron los afrancesados portadores de las nuevas ideas. Su labor como periodista se compaginaba con una prolija labor como escritor, destacando su Biografía universal antigua y moderna, una traducción del francés que publicó muy reformada y ampliada en varios tomos.

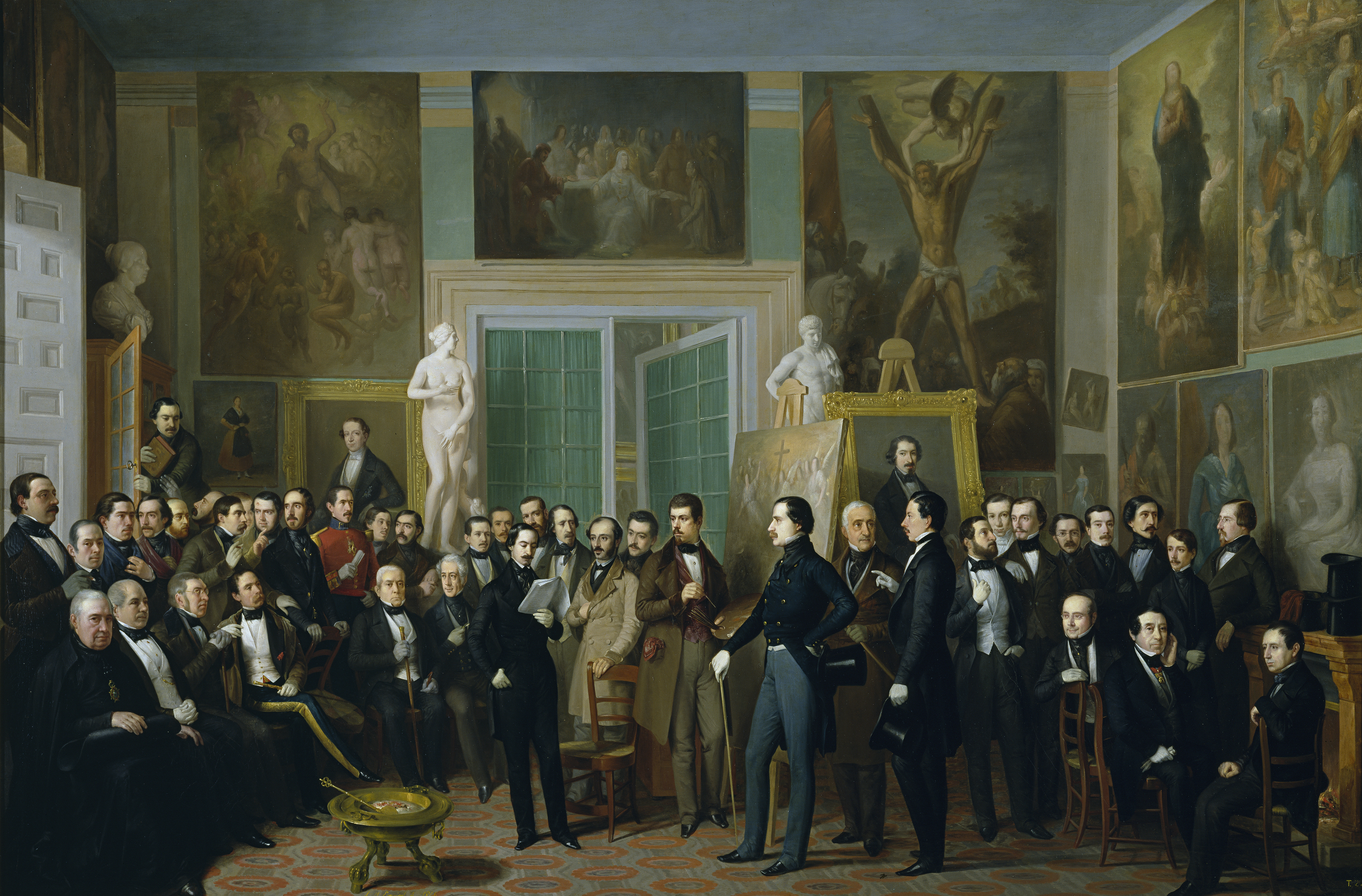
Javier de Burgos estaba retratado en Los poetas contemporáneos (1846) por Antonio María Esquivel (Museo del Prado, Madrid).

Mapa de la división provincial y regional de España en 1833 hecha por Javier de Burgos.

En su trayectoria será clave su "Exposición dirigida á S. M. el Sr. D. Fernando VII desde París en 24 de enero de 1826 por el Excmo. Señor Don Burgos... sobre los males que aquejaban á España en aquella época y medidas que debía adoptar el gobierno para remediarlas". Una de esas medidas, la fundamental, sería la propuesta de crear un Ministerio del Interior que realmente equivalía a crear lo que hoy entendemos como una Administración pública activa. Se gobernaba sobre la base del sistema de Consejos, el régimen polisinodial, encabezado por el Consejo de Castilla, que sólo tenían funciones consultivas y judiciales. Crear el Ministerio del Interior era crear un "taller de la prosperidad nacional", una Administración en sentido moderno, ejecutiva y gestora.
De 1827 a 1833 Javier de Burgos desempeñó distintos cargos de importancia en la incipiente administración que comenzaba a surgir.
El 21 de octubre de 1833, al comienzo del reinado de Isabel II, bajo la regencia de María Cristina de Borbón, fue nombrado secretario de Estado y del Fomento General del Reino en el gobierno de Cea Bermúdez. Fue nombrado con el “encargo que se dedique antes que todo a plantear y proponerme, con acuerdo del Consejo de Ministros la división civil del territorio como base de la administración interior, y medio para obtener los beneficios que medito hacer a los pueblos”. A los dos días de su nombramiento se creó el Diario de la Administración, una publicación oficial establecida por real decreto de 23 de octubre de 1833.
Como le había sido encomendado, Javier de Burgos impulsó la división territorial por provincias, basándose en los planteamientos del Nuevo Régimen pero tomando como base la antigua constitución en reinos de España. El decreto fue aprobado el 30 de noviembre de 1833 y el 22 de diciembre de ese mismo año fue nombrado ministro de Hacienda. Fue senador y consejero real y en 1846 con el primer gobierno de Narváez, volvió a la cartera de Fomento, ahora llamada «de la Gobernación», cargo que dejó en ese mismo año al ser nombrado Francisco Javier de Istúriz al frente del gobierno.

## Retiro

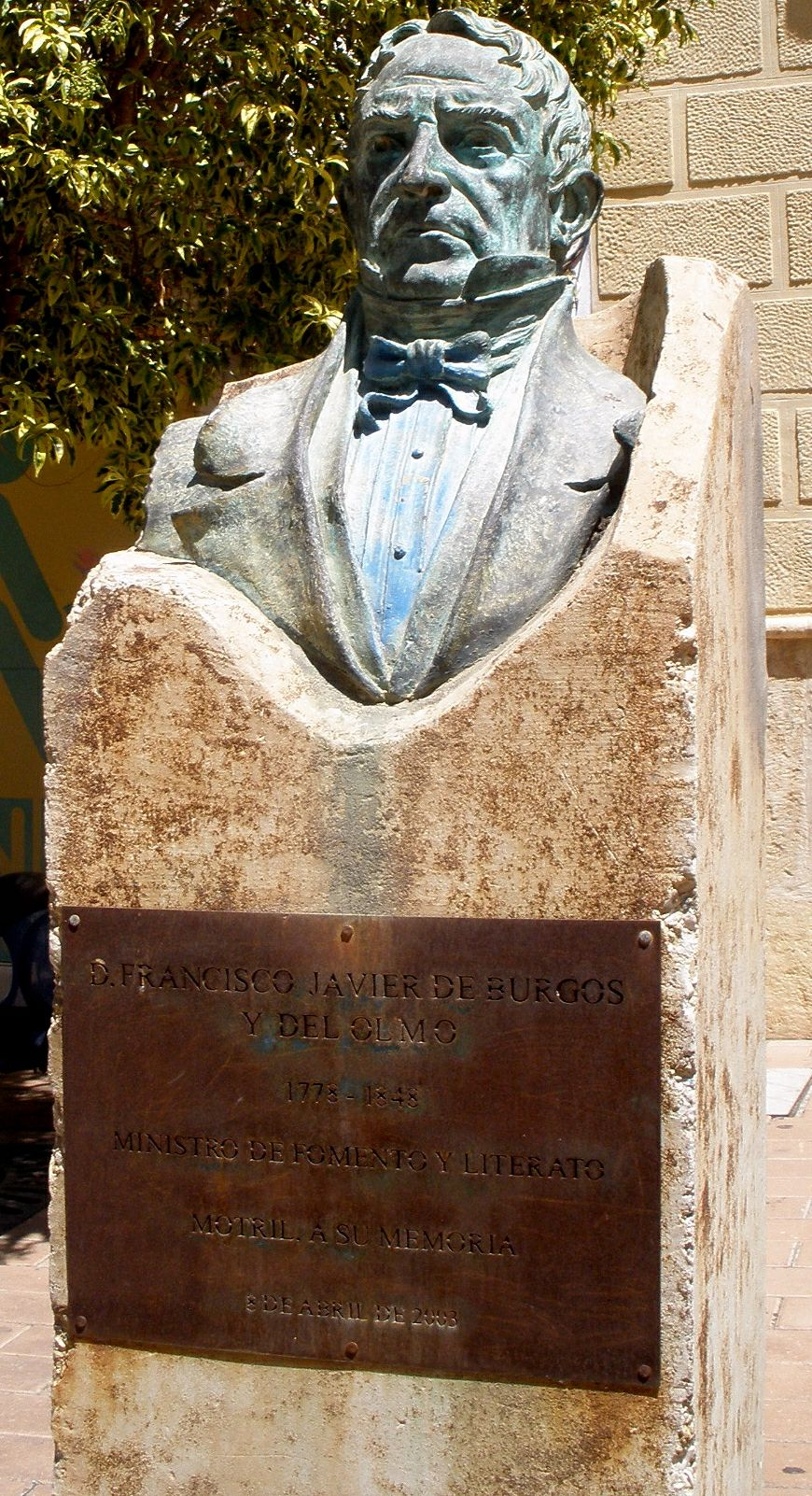
Monumento a Javier de Burgos en su Motril natal

Durante sus últimos años volvió a cultivar la poesía y además de la revisión de la traducción de Horacio ya mencionada, escribió poesía de circunstancias, siendo de destacar una canción fúnebre a la muerte de la reina Isabel de Braganza, una oda al casamiento del rey Fernando VII con María Cristina de Borbón, aunque destacó entre todas ellas su Oda a la Razón y Al porvenir. Al morir dejó inacabados unos Anales del reinado de Doña Isabel II, publicados de forma póstuma en Madrid en 1850.